# 鄧文翬
鄧文翬（1879年—1957年）原名文辉，号翥青，江西省峡江县仁和乡北泉村人。中国民主革命家，中华民国及中华人民共和国政治人物。

## 生平
邓文翚是清朝秀才。1903年左右，和蔡突灵、彭素民等人在南昌创建“易知社”，在宜丰创建“我群社”，宣传革命。1905年，入江西大学堂。1906年初，法国天主教神父王安之刺杀南昌县知县江召棠（此即“南昌教案”），邓文翚与“易知社”借机宣传，激发民愤，民众用棍棒、石块打死了王安之。同年农历十二月四日，邓文翚参加刘道一等人发动的萍浏醴起义。起义失败，刘道一在长沙浏阳门外被处决，邓文翚作诗：“生小豪情侠恨多，锥秦心思未消磨；风寒易水临岐宴，梦冷咸阳击筑歌；杜宇三更蒸市月，踏夷万顷洞庭波；九嶷碧色苌宏血，死后谁人夜枕戈。”
1907年夏，邓文翚考取官费到日本留学，经黄兴、宋教仁介绍加入中国同盟会。同年，进入东斌陆军学校学军事。1907年8月，邓文翚与彭素民、张百祥、焦达峰、孙武等人在日本东京创办共进会，邓文翚被推举起草章程及宣言。1908年，接替张百祥为共进会第二任会长。1909年农历八月（一说1908年秋）从日本回国。到江西南昌后，联络“易知社”，于1909年成立共进会江西分会，自任分会会长。
1911年武昌起义建立鄂军都督府，邓文翚从香港到武汉，因为和孙武在新军训练问题上意见不合，乃回江西组建军队。1912年1月中华民国临时政府在南京成立，孙中山任临时大总统，任命邓文翚为革命军参议、十四旅旅长，兼江西革命军司令，驻南京。后所部遣散，邓文翚到庐山闲居。1913年，袁世凯任中华民国大总统，同年7月江西都督李烈钧在湖口起义，二次革命爆发，邓文翚任湖口警备司令。二次革命失败后，李烈钧逃到日本，帮孙中山组建中华革命党。1914年7月8日，中华革命党在日本东京成立，邓文翚任江西分会长。
1917年，孙中山在广州成立护法军政府，邓文翚任粤军参议。1919年9月，任驻粤赣军总指挥。1923年，以孙中山为大元帅的广州大元帅府成立，邓文翚任大元帅府顾问，策划北伐。同年，蔡成勋主政江西，邓文翚从广州回江西任江西督军公署顾问。1924年，邓如琢、方本仁驱逐蔡成勋，主政江西，邓文翚仍任原职，兼任吴城统税局长。任内聚敛钱财。1926年，北伐军击溃邓如琢光复南昌后，邓文翚避居上海，购买房产经商。
1931年，中国国民党部分人士成立西南政府，邓文翚到广州任河南中部救国军司令，到河南从事反对蒋介石活动。失败后回到上海。
1937年抗日战争爆发后，日军攻占上海，邓文翚携家回到家乡峡江居住。1941年，一度被汪精卫政权聘为高级参议。1942年，应新四军之邀赴苏北，奉新四军之命联络南京、上海一带的汪精卫政权军队抗日，但没有成功。
1948年，应李济深、章伯钧邀请，到香港商讨倒蒋事宜。后来回南昌组织“第七军区司令部”、“戒严司令部”，自任司令。中国人民解放军占领南昌后，武装被解散。邓文翚历任中南行政委员会委员、江西省人民政府委员。
1957年，邓文翚逝世，享年78岁。

## 家庭
- 妻：蔡仲兰（蔡蕙），蔡突灵之妹。邓文翚有四子。
- 二子：邓启元，国民革命军十九路军团长，1932年淞沪抗战时阵亡。
- 三子：邓光华，中国共产党党员，1937年任新四军教导团团长，在皖南事变中阵亡。[1]